# Вторые Хоршеваши
Вторы́е Хоршева́ши (чув. Иккĕмĕш Хурашаш) — деревня в Красночетайском районе Чувашской Республики.  Входит в состав Хозанкинского сельского поселения.

## География
Находится в северо-западной части Чувашии на расстоянии приблизительно 12 км на восток-северо-восток от районного центра села Красные Четаи на берегах речки Хоршеваш.

## История
Известна с 1939 года, когда в ней было 705 жителей, в 1979 году – 463. В 2002 году было 144 двора, в 2010 – 105 домохозяйств. В 1929 году был образован колхоз «Канаш», в 2010 действовал СХПК «Победа».

## Население
Постоянное население составляло 345 человек (чуваши 99%) в 2002 году, 265 в 2010.